# Agustín Gajate Vidriales
Agustín Gajate Vidriales (Mondragón, 23 de març de 1958) és un exfutbolista professional basc, que ocupava la posició de defensa.

## Trajectòria
Va disputar tota la seua carrera futbolística a les files de la Reial Societat, debutant amb el primer equip el gener de 1978, davant el València CF, i fins a la seua retirada el 1992. En total va sumar 364 partits en primera divisió i 469 partits en el total de les competicions.
Amb Alberto Górriz va formar la parella defensiva típica de la dècada dels 80, en la qual els donostiarres van guanyar diversos títols domèstics.
Va ser internacional amb diferents seleccions inferiors espanyoles. Amb la selecció olímpica hi va participar en els Jocs Olímpics de Moscou de 1980.

## Títols
- Lliga espanyola: 80-81 i 81-82
- Copa del Rei: 1987
- Supercopa: 1982